# Viaduc de l'Auzon
Pour les articles homonymes, voir Auzon.
Viaduc de l'Auzon situé à Lavilledieu sur la ligne du Teil à Alès en Ardèche

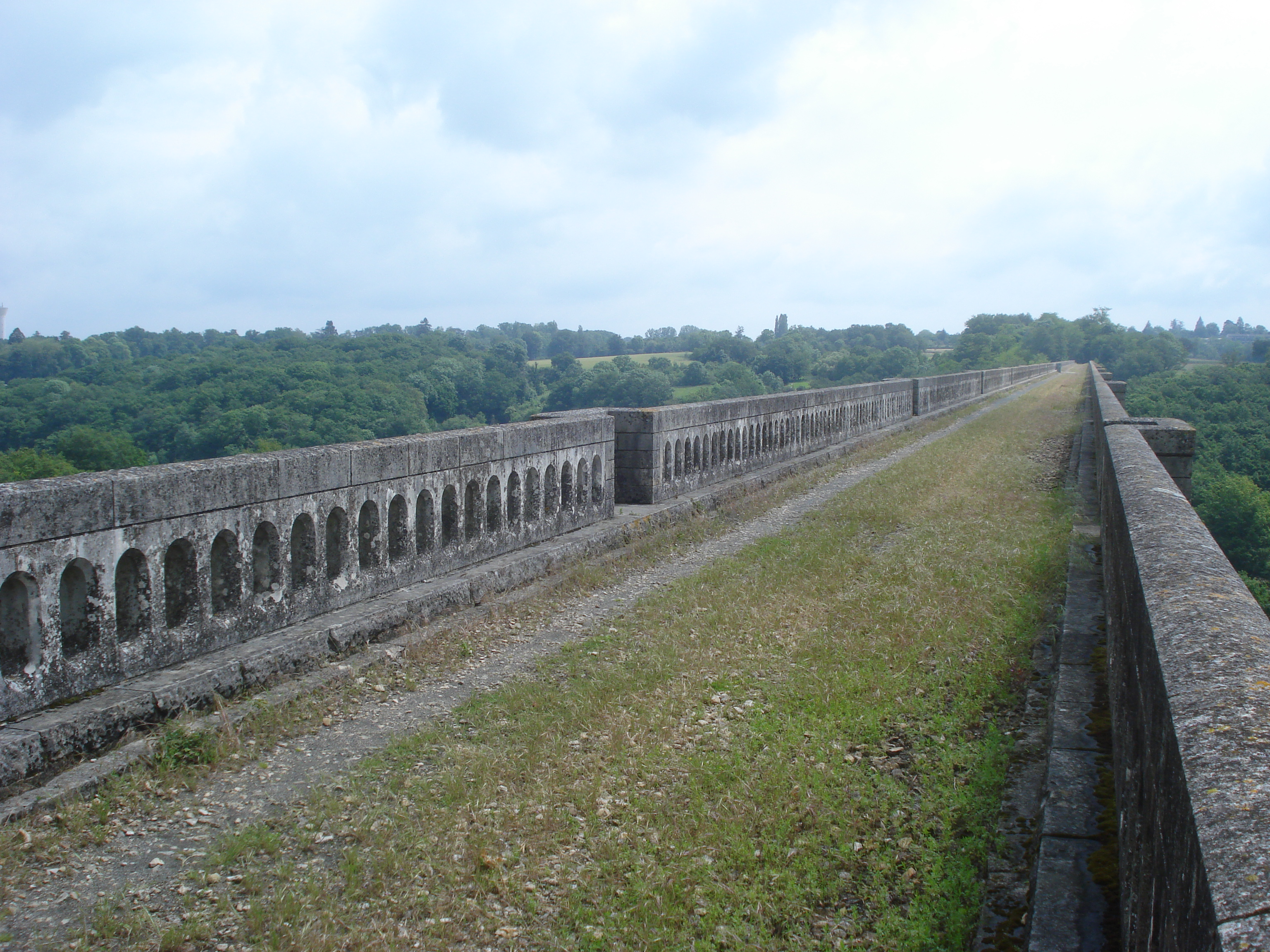
Cluis (Indre, Fr), le viaduc de l'Auzon

Le viaduc de l'Auzon est un ouvrage d'art ferroviaire de la ligne d'Argenton-sur-Creuse à La Chaussée, situé sur le territoire de la commune de Cluis, dans le département de l'Indre, en région Centre-Val de Loire.

## Situation ferroviaire
Le viaduc de l'Auzon, enjambant l'Auzon, était situé  à l'époque entre les deux point kilométrique (PK) 310,5 et 317,80 de la ligne d'Argenton-sur-Creuse à La Chaussée.

## Historique
Le coût du viaduc, construit de 1897 à 1901 (499 m de long, 42,70 m de haut, 20 arches de 20 m d'ouverture, un des plus grands viaducs ferroviaires en maçonnerie de France), absorbe 1 964 000 francs, soit 17 % du budget de la ligne.
La ligne est fermée en 1952 et la voie démontée deux années plus tard. La commune du Cluis récupère sa propriété en 1972 ; le pont est aussi aujourd'hui une voie verte et un lieu pour la pratique du saut à l'élastique depuis le parapet.
Le viaduc est inscrit au titre des monuments historique depuis le 16 février 2023 .